# Balladyna leonensis
Balladyna leonensis är en svampart som beskrevs av Syd. 1939. Balladyna leonensis ingår i släktet Balladyna och familjen Parodiopsidaceae.   Inga underarter finns listade i Catalogue of Life.